# Stephen Dorff (acteur)
Stephen Hartley Dorff Jr. (Atlanta, 29 juli 1973) is een Amerikaans acteur. Hij werd in 1988 genomineerd voor de Saturn Award voor beste jonge acteur voor het spelen van Glen in de horror- en zijn debuutfilm The Gate. Dorff is de zoon van componist Steve Dorff, die muziek maakte voor ruim dertig bioscoop- en televisiefilms en honderden afleveringen van televisieseries als Growing Pains, Murphy Brown, Murder, She Wrote, Reba en Rodney.
Dorffs eerste verschijningen voor de camera waren eenmalige gastrolletjes in Still the Beaver en Diff'rent Strokes in 1985. Twee jaar later maakte hij zijn filmdebuut in zowel The Gate als in de datzelfde jaar verschenen televisiefilm In Love and War, naar een boek van Jim en Sybil Stockdale. Dorff speelde vervolgens in nog acht televisiefilms voordat hij in 1992 in The Power of One voor de tweede keer op het witte doek te zien was. Sindsdien breidde hij zijn cv uit met rollen in meer dan dertig andere bioscoopfilms.
Bij het maken van Felon uit 2008 was Dorff niet alleen als acteur, maar ook voor het eerst in zijn carrière als uitvoerend producent bij een bioscoopfilm betrokken. Daarnaast werkte hij mee aan videoclips van Britney Spears (My Prerogative en Everytime) en Aerosmith (Cryin' ) en leende hij zijn stem aan personages in verschillende computerspellen (zoals Far Cry Instincts).

## Filmografie
*Exclusief 10+ televisiefilms
| - Bride Hard (2025) - Traveling Light (2021) - Leatherface (2017) - American Hero (2015) - The Iceman (2013) - Brake (2012) - Rites of Passage (2011) - Immortals (2011) - Creepers (2011) - Carjacked (2011) - Born to Be a Star (2011) - Somewhere (2010) - Public Enemies (2009) - Black Water Transit (2009) - Felon (2008) - The Passage (2007) - Botched (2007) - .45 (2006) - World Trade Center (2006) - Shadowboxer (2005) - Tennis, Anyone...? (2005) - Alone in the Dark (2005) - Cold Creek Manor (2003) - Den of Lions (2003) | - FeardotCom (2002) - Riders (2002) - Deuces Wild (2002) - Cecil B. DeMented (2000) - Quantum Project (2000) - Entropy (1999) - Blade (1998) - City of Industry (1997) - Blood and Wine (1996) - Space Truckers (1996) - I Shot Andy Warhol (1996) - Reckless (1995) - Innocent Lies (1995) - Les cent et une nuits de Simon Cinéma (1995) - S.F.W. (1994) - Backbeat (1994) - Judgment Night (1993) - An Ambush of Ghosts (1993) - Rescue Me (1992) - The Power of One (1992) - The Gate (1987) |

## Televisieseries
*Exclusief eenmalige gastrollen
- True Detective - Roland West (2018, acht afleveringen)
- XIII - XIII / Ross Tanner (2008, twee afleveringen)
- What a Dummy - Tucker Brannigan (1990-1991, 24 afleveringen)
- Roseanne - Jimmy Meltrigger (1989, drie afleveringen)